# Fiat A.20
Le Fiat A.20 était un moteur d'avion à 12 cylindres en V, refroidi par liquide et produit par le constructeur italien Fiat Aviazione à partir de 1922. 
Ce moteur équipa de très nombreux avions de chasse et de reconnaissance de la Regia Aeronautica, armée de l'air du royaume d'Italie, durant la période d'entre deux guerres, notamment les Macchi M.41bis et les Fiat CR.20.

## Le projet
Le moteur Fiat A.20 est dérivé du moteur Fiat A.15 conçu en 1923 mais qui n'a jamais été produit en série pour l'aviation. Ce moteur a été conçu expressément pour une utilisation sur des avions de reconnaissance et de chasse évoluant en haute altitude. La caractéristique principale de ce moteur était sa simplicité de construction en temps de restrictions dues à la période de reconstruction après la Première Guerre mondiale où les matières premières étaient rares et coûteuses. 

## Variantes
A.20premier prototype, 410 ch.
A.20Aversion optimisée pour les hautes altitudes, produit en 3 séries distinctes, avec carburant mélange de 55 % essence avion, 23 % éthanol et 22 % benzène.
A.20Sversion poussée.
A.20V

## Applications
Royaume d'Italie
- Ansaldo AC.4
- CANT 15
- CANT 18ter
- CANT 25
- Fiat AC/4
- Fiat CR.10
- Fiat CR.20
- Macchi M.41bis
- Macchi M.71
- Piaggio P.6
- Savoia-Marchetti S.58bis
- Savoia-Marchetti S.67

## Caractéristiques générales[1]
- distribution : SOHV 4 soupapes au sodium par cylindre
- alimentation : 2 carburateurs Fiat double corps avec préchauffage